# Suzuki Kei
El Suzuki Kei va ser un kei car de la marca japonesa Suzuki. El Suzuki Kei va ser produït des de 1998 fins al 2009. Aquest model només va ser produït per al mercat domèstic japonés. Des de 1999 fins a 2006 va ser comercialitzat també amb el nom de Mazda Laputa.

## Descripció general
Originalment, el Kei es va presentar com un model de tres portes, però a la tardor de 1999 es va presentar una versió amb cinc portes. L'any 2000 el model va rebre una reestilització, on la versió de tres portes va deixar de ser produïda. Al següent any, el 2001 el model va rebre una altra variació, la qual incloia entre altres coses un nou panell de controls.